# Бой у Бау
Бой у Бау (21 ноября 1965 года) — столкновение между британскими и индонезийскими войсками в рамках Индонезийско-малайзийской конфронтации в районе города Бау на острове Борнео. Представлял собой нападение отряда из 16 британских солдат-гуркхов на позиции индонезийской роты. Гуркхи были затем поддержаны 104 солдатами основной части британских сил. Группа гуркхов, понеся относительно лёгкие потери, под растущим давлением ещё одной роты индонезийцев отступила.

## Предыстория
После отбытия 3-го австралийского пехотного батальона с Борнео в августе 1965 года, 10-й гуркхов под общим командованием подполковника Питера Майерса получил задание не допустить укрепления индонезийских солдат в лагерях вдоль реки Сунгей-Коэмба, примерно в 8 км к югу от города Бау (северо-запад острова Калимантан). 21 ноября 1965 года Рота С под командованием капитана Кристофера Кита Монселла была отправлена, чтобы найти и уничтожить индонезийский Парашютный пехотный батальон «J», который пытался создать базу возле Серикина в районе Бау. Оставив большую часть роты в бухте, командир роты и небольшой патруль рано утром выдвинулись в джунгли, чтобы найти признаки сосредоточения индонезийских войск в этой области.

## Бой
Услышав движение в густых джунглях, патруль провел разведку, которая показала наличие индонезийского взвода, укрепившегося на вершине высокого холма, в то время как другая группа индонезийцев находилась в 460 м от к западу от холма. Вернувшись в лагерь, Монселл начал продумывать нападение на индонезийские позиции. Из-за расположения индонезийцев на вершине холма требовалось атаковать их внезапно, пока вторая группа индонезийских солдат ещё не успела бы контратаковать.
Монселл расположил дозорных в 700 м от индонезийских позиций, чтобы они могли в случае необходимости вызвать артиллерийскую поддержку. Кроме того, один взвод был расположен в месте, откуда было удобно поддержать авангард огнём, чтобы отвлечь индонезийцев в начале нападения. К полудню подготовка была завершена, и Монселл повел два штурмовых взвода в одной группе по гребню к вершине холма. Авангард, состоявший из 16 человек под командованием младшего капрала Рамбахадура Лимбу, неслышно проползла вверх по крутому гребню и расчистила путь для остальной части роты. За час они проползли 46 м до пулемётной точки индонезийцев. План предусматривал бесшумное устранение пулемётчика, однако, когда рота была всего в 10 м от пулемётного гнезда, часовой заметил их и открыл огонь, ранив одного из гуркхов.
Лимбу бросился к пулемётчику и уничтожил его позицию гранатой. Поднятые по тревоге индонезийцы начал стрелять по британскому авангарду, не позволяя гуркхам обеспечить продвижение остальной части роты. В то же время Монселл решил начать главную атаку. 8-й взвод лейтенанта Ранджита Раи подавил огонь одного из вражеских пулемётов и ворвался в хижину, где находился штаб индонезийских сил. Однако сопротивление только возросло, и Монселл отдал приказ взводу Раи осуществить нападение на ещё одно пулемётное гнездо. В этом нападении один гуркх был убит, а другой ранен. Тем не менее, атака оказалась успешной, и индонезийское сопротивление стало угасать.
На левом фланге второй штурмовой взвод, 9-й, встретил пулемётный огонь и был вынужден остановиться. Под прикрытием огня установленного пулемёта Bren Лимбу повел бойцов на штурм пулемётной точки и вновь заставил её замолчать гранатой. Тем не менее, один из индонезийцев дал очередь по подошедшим британцам, ранив расчёт пулемёта Bren, прежде чем убить себя гранатой. Лимбу, находясь под огнём, обеспечил спасение обоих раненых солдат. Одного он отнес в хижину, которая была зачищена, прежде чем вернуться ко второму раненому. Оба солдата в вскоре умерли от ран. Лимбу вернулся за пулемётом и убил ещё четырёх индонезийцев, когда они пытались бежать.
После перестрелки, которая длилась более часа, индонезийцы были вытеснены с верхней части холма. Однако огонь с подножия холма возрастал, и гуркхи оказались в опасном положении. Монселл отдал приказ отступать, и рота покинула поле боя под прикрытием гаубицы и миномётов. Далее рота под покровом ночи вернулась в Серикин.

## Последствия
После боя было подсчитано, что индонезийцы потеряли, по меньшей мере, 24 человека убитыми, число раненых осталось неизвестным. Британцы потеряли убитыми троих солдат и двоих ранеными, один из них серьёзно. Лимбу за храбрость был награждён Крестом Виктории, а Монселл и Раи — Военными крестами.